# Hontoria de la Cantera
Pour les articles homonymes, voir Cantera (homonymie).
Hontoria de la Cantera est une commune d'Espagne dans la communauté autonome de Castille-et-León, province de Burgos. Elle s'étend sur 19,39 km2 et comptait environ 134 habitants en 2011.